# Lumeme
Lumeme ist ein Verwaltungsbezirk (Ward) des Distrikts Nyasa in der tansanischen Region Ruvuma.

## Geografie
Lumeme liegt im Südwesten von Tansania etwa 20 Kilometer Luftlinie östlich der Distrikthauptstadt Mbamba Bay. Das wichtigste Gewässer ist der gleichnamige Fluss Lumeme, der in den Rovuma entwässert.
Der Bezirk grenzt im Norden an Luhangarasi, im Nordosten an Upolo, im Südosten an Tingi, im Südwesten an Chiwanda und im Westen an Mtipwili und Kingerikiti. Bei der Volkszählung 2022 lebten 9006 Menschen in 1993 Haushalten auf einer Fläche von 98 Quadratkilometern.

## Gliederung
Der Bezirk besteht aus fünf Gemeinden (Mtaa) mit 27 Orten (Kitongoji):
| Mbanga - Mbanga Mjini - Kipololo - Kingulawili - Magunga - Lundusi | Lumeme - Kitupi - Msilikasi - Mtarawo - Mkutano - Lumeme Mjini - Miembeni | Kigongo - Kikolo - Kigongo - Mandili - Siasa - Uganda | Kikole - Kikole Mjini - Maliwa - Mgombezi - Majaliwa - Lumema - Madaba | Lindi - Lindi - Makonga - Chinimasi - Undo - Butiama |

## Infrastruktur
- Bildung: Die Kilumba Secondary School ist eine staatliche weiterführende Tagesschule, die Jugendliche bis zur 4. Stufe ausbildet.[8]
- Gesundheit: In den Gemeinden Lumeme und Kilindinda liegt je eine staatliche Apotheke.[9][10]